# Michel Tétu (romaniste)
Pour l'ingénieur aéronautique, voir Michel Tétu.
Michel Tétu est un romaniste et professeur né le 1er octobre 1938 à Chalon-sur-Saône où il est mort le 11 janvier 2008. Il est professeure émérite de l'Université Laval.

## Honneurs
- 2000 - membre associé de l’Académie des sciences d’outre-mer[3]
- Officier de l'Ordre national du mérite (France)[4]
- Chevalier de la Légion d'honneur[4]
- Chevalier de l'Ordre de la Pléiade[4]
- Chevalier de l'Ordre d'Henri IV[4]